# 뎀 (밴드)
뎀(영어: Them)은 1964년에 결성된 북아일랜드의 록 밴드이다.
개러지 록에 블루스를 가미한 음악을 선보여, 도어스 등 후세대 밴드에 주요한 영향을 끼친 밴드로 평가된다. 밴 모리슨이 이 밴드의 주요 구성원 중 하나로서 활동했는데, 그가 작곡해 뎀의 이름으로 발표한 개러지 록 넘버 〈Gloria〉가 큰 호응을 얻어 밴 모리슨의 대표곡 중 하나로 자리잡았다.
이외에 〈Here Comes the Night〉로 영국 싱글 차트 2위에 올랐고, 빅 조 윌리엄스(Big Joe Williams)의 곡 〈Baby, Please Don't Go〉를 리메이크하여 영국 싱글 차트 10위에 올랐다. 1972년 해체했으며, 1979년에 잠시 재결성했다.

## 디스코그래피

### 음반
| 타이틀                                    | 발매                                       | 차트 순위 | 차트 순위 |
| 타이틀                                    | 발매                                       | 영국      | 미국      |
| ----------------------------------------- | ------------------------------------------ | --------- | --------- |
| The Angry Young Them North American: Them | UK: 1965년 6월 11일 북아메리카: 1965년 6월 | —         | —         |
| Them Again                                | 1966년 1월 21일 (UK) 1966년 4월 (US)       | 21        | 138       |
| Belfast Gypsies                           | 1967년 8월                                 | —         | —         |
| Now and "Them"                            | 1968년 1월                                 | —         | —         |
| Time Out! Time in for Them                | 1968년 11월                                | —         | —         |
| Them                                      | 1969                                       | —         | —         |
| Them in Reality                           | 1970                                       | —         | —         |
| Shut Your Mouth                           | 1979                                       | —         | —         |